# Imperiul Britanic

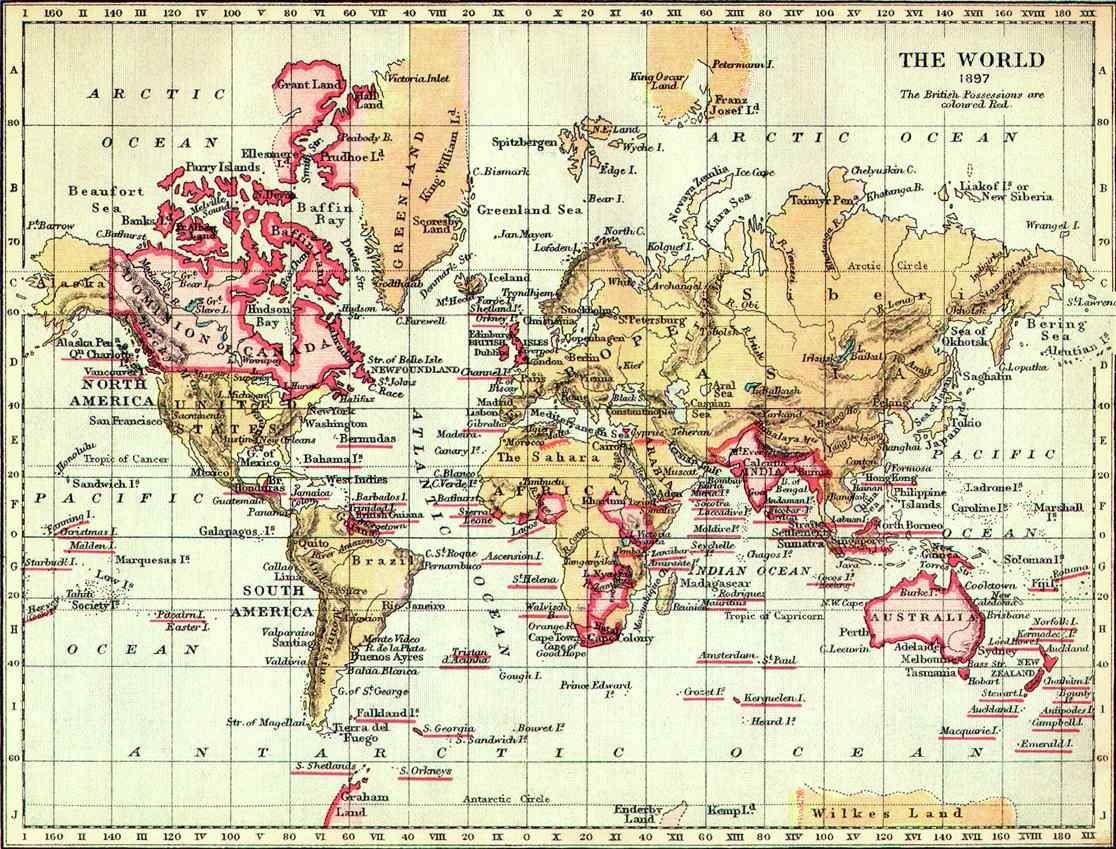
Cu roz, posesiunile britanice

Imperiul Britanic este numele atribuit  Regatului Unit al Marii Britanii și Irlandei și fostelor dominioane, colonii, și altor teritorii aflate sub stăpânirea Coroanei Britanice de la sfârșitul secolului al XVI-lea până la mijlocul secolului al XX-lea. Apogeul Imperiului Britanic a fost atins la sfârșitul Primului Război Mondial, cuprinzând peste 20% din suprafața uscată a Terrei și mai mult de 400 milioane de locuitori, fiind cel mai mare imperiu din istorie.
Bazele Imperiului Britanic au fost puse în timpul domniei Elisabetei I (1558-1603). Sub domnia sa, sprijinul statului pentru explorarea navală a ,,Noilor Lumi” a crescut foarte mult și, în 1580, Sir Francis Drake a devenit primul englez care a navigat în jurul lumii. Relații de schimb și comerciale au fost deja stabilite peste mări de Compania Indiilor Orientale, înființată în 1600. Totuși, colonizarea engleză în cele două Americi era aproape inexistentă în secolul XVI. Prima tentativă de colonizare a fost făcută pe insula Roanoke, de pe coasta nord-americană, în 1585, de către Sir Walter Raleigh. Această așezare nu a rezistat, și Anglia nu va mai avea nici o tentativă de explorare și colonizare în cele două Americi, până în 1604, după pacea încheiată cu Spania.

## Primul Imperiu Britanic

### Secolul XVII
În secolele XVII-XVIII, Marea Britanie a înființat primul imperiu, care își avea centrul în emisfera vestică, adică în insulele Caraibiene și America de Nord. A început cu înființarea unor plantații de tutun în Indiile de Vest și a coloniilor religioase situate de-a lungul coastei Americii de Nord. Anglia și-a asigurat prezența în India în secolul XVII, prin Compania Indiilor Orientale. Deși această prezență a devenit mai întinsă și consolidată de-a lungul secolelor XVII-XVIII, India a ajuns sub directa dominație engleză, abia în 1858.
Un factor important al primului imperiu a fost mercantilismul, doctrină economică bazată protejarea monopolurilor din comerț și controlul statului asupra manufacturilor. Sub acest sistem, coloniile nou înființate trebuiau să crească bogăția metropolei. Ele reprezentau o sursă de materii prime și o piață de desfacere pentru produsele metropolei. Intenția urmărită era ca exporturile metropolei să fie mai ridicate decât importurile din colonii, ceea ce rezultă că metropola vinde mai mult decât cumpără, deci capitalul rămas în metropolă va crește. Deoarece acest sistem economic presupunea controlul strict al guvernământului, Anglia a început să reglementeze mai strict relațiile cu coloniile sale. În 1651, parlamentul englez a adoptat Actul de navigație care prevedea că toate importurile în porturile engleze și colonii urmau să fie făcute doar cu ajutorul navelor engleze.

#### America de Nord
Prima colonie stabilă engleză în America de Nord a fost stabilită în 1607, la Jamestown, Virginia. În 1620, pelerinii englezi au debarcat în golful Massachusetts și au fondat colonia Plymouth, prima așezare engleză permanentă în New England. Coloniștii aparțineau comunității puritane, alcătuind Compania Golfului Massachusetts, în 1628. Alte colonii religioase au fost înființate în Rhode Island (1636), colonia fiind bazată pe principiul toleranței religioase; Connecticut (1639), bazată pe credințele religioase congregaționaliste; și Maryland (1634), dominată de romano-catolici.
Aceste colonii erau apropiate de țărm, niciodată penetrând ținuturile din interiorul continentului și, în fapt, erau puternic atașate de Anglia, mai mult decât alte colonii. Totuși, deoarece distanțele făceau imposibilă guvernarea directă a Angliei, guvernatorii coloniilor erau însărcinați să alcătuiască adunările alese dintre coloniști.
Prezența engleză a fost extinsă treptat, de-a lungul coastei de est. În 1664, New Amsterdam a fost preluat de la olandezi și redenumit New York. Locuitorii olandezi au fost forțați să se supună conducerii engleze. În 1681, William Penn, sub patentă regală, a fondat colonia Pennsylvania.
După 1688, războaiele cu Franța au dus mai departe expansiunea engleză. Coloniile din Noua Anglie s-au mărit, și Compania Râului Hudson s-a stabilit lângă râul Hudson, pentru a participa la comerțul cu blănuri. Creșterea prezenței engleze a intensificat fricțiunile, în anii 1690, cu Franța Nouă, aflată în apropierea văii St. Lawrence. În consecință, războiul pentru succesiunea la tronul Spaniei (1701-1714), în care Anglia (care începând de acum se va numi Marea Britanie), și aliații săi, au luptat împotriva Franței și Spaniei. Armatele britanice au capturat posesiunile franceze din America (Acadia și Terra Nova). Insulele spaniole, Gibraltar și Minorca, au fost obținute în urma aceluiași conflict, dând Marii Britanii pentru prima dată prezența teritorială în Marea Mediterană. Pacea de la Utrecht (1713) a încheiat războiul, și cedarea oficială a teritoriilor cucerite de britanici. De asemenea, extindea drepturile britanice asupra aprovizionării cu sclavi și a altor mărfuri comerciale destinate coloniilor spaniole din cele două Americi, și ca rezultat stabilea statutul Marii Britanii ca putere maritimă aproximativ egală cu puternicii competitori europeni.

#### Indiile de Vest
Prima colonie de exploatare din Indiile de Vest a fost Saint Christopher (mai târziu Saint Kitts), achiziționată în 1623. Plantațiile engleze înființate în Indiile de Vest au fost lucrate inițial de ucenici albi aduși din Anglia. Plantațiile de tutun sunt înlocuite cu cele de trestie de zahăr lucrate însă de sclavi aduși din Africa.
În 1655, Anglia a cucerit Jamaica de la Spania – prima colonie engleză obținută prin forță. În 1670, Anglia și Spania au semnat Tratatul de la Madrid, în urma căruia Spania recunoștea posesiunile engleze caraibiene. Comerțul cu zahăr s-a extins, și Compania Regală a Africii, fondată în 1672, a adus un număr mare de sclavi africani în Caraibe. Marii plantatorii ai insulelor engleze obțineau forța de muncă necesară, dar se temeau de posibila revolta a sclavilor negri care le puteau periclita siguranța proprie. La sfârșitul anilor 1670, sclavii negri constituiau majoritatea populației insulelor engleze.

### Secolul XVIII
La începutul secolului XVIII, interesul public pentru afacerile de peste mări a scăzut. În timpul lungii guvernări prezidate de Robert Walpole, s-a adoptat ca politică laissez-faire, în care guvernarea nu intervenea în problemele economice. În 1732, Georgia a devenit a 13-a colonie americană. Zahărul reprezenta principala marfă importată din colonii și, odată cu ea, a sporit și comerțul cu sclavi care traversau Atlanticul (70.000 de sclavi aduși anual din Africa către America).

#### Războiul de 7 ani
În timpul Războiului de 7 ani (1756-1763), Marea Britanie a obținut câștiguri teritoriale în defavoarea Franței. Prin Tratatul de la Paris (1763), Franța recunoștea oficial stăpânirea britanică asupra Canadei, însă britanicii restituiau francezilor controlul asupra insulelor Guadelupa și Martinica. Prin acest tratat se asigura securitatea coloniilor nord-americane.

#### Revoluția americană
Pentru britanici, extinderea imperiului însemna noi responsabilități și noi costuri. Guvernul britanic dorea să adapteze veniturile americane la necesitățile americane și, în consecință, a crescut taxa la Legea Timbrului (1765). Deși britanicii au considerat această lege ca fiind justă, mulți coloniști americani au perceput-o ca o violare a drepturilor lor. Sub protestele coloniilor, Legea Timbrului a fost anulată, dar alte taxe au înlocuit-o curând, determinând unirea coloniștilor într-un Congres continental împotriva Marii Britanii. O ambuscadă în Concord, Massachusetts, în aprilie 1775 a degenerat într-un război general, și, în 4 iulie 1776, Congresul adoptă o Declarație de independență. În timpul Revoluției Americane, Congresul controla mare parte din teritoriul coloniilor, dar englezii asigurau securitatea fortăreței New York până ce poziția lor a fost slăbită de înfrângerea de la Saratoga (1777), care a încurajat Franța să intervină de partea coloniștilor rebeli. Rezistenței britanice i s-a pus capăt când Generalul Charles Cornwallis s-a predat cu armata sa, la Yorktown, Virginia, în octombrie 1781. Această înfrângere a marcat nu doar sfârșitul războiului american, dar și sfârșitul primului Imperiu Britanic. Totuși, deoarece Franța nu a fost capabilă să câștige supremația pe mare, pierderile britanice nu s-au extins dincolo de coloniile nord-americane. În același timp, prezența britanică în Canada a fost consolidată de înființarea coloniei New Brunswick, rezultată din emigrația spre nord a peste 30.000 de cetățeni din coloniile americane, rămași loiali britanicilor.

## Al doilea Imperiu Britanic
După pierderea coloniilor americane, comerțul britanic și-a întors fața, de la cele două Americi, către est. Revoluția industrială a transformat economia britanică dintr-una agricolă, într-una bazată pe manufactura mecanizată, și au crescut astfel produsele britanice destinate exportului. Comerțul liber, încrederea bazată pe comerțul mondial care nu trebuie îngrădit de nicio națiune, înlocuiește vechiul sistem colonial, care avea la bază ideile mercantiliste de protejare a comerțului.
Al doilea Imperiu Britanic avea ca centre Asia și Africa, continuând să se extindă în secolul XIX și la începutul secolului al XX-lea, atingând apogeul la sfârșitul Primului Război Mondial. Totuși, creșterea naționalismului în coloniile britanice a slăbit treptat puterea imperiului, și Marea Britanie a fost forțată să acorde independența multora din fostele sale colonii.

### Secolul XVIII

#### India
Deși primul imperiu își avea centrul în cele două Americi, englezii activau în India încă din secolul XVII. Compania Indiilor Orientale a înființat puncte comerciale la Surat (1612) și Madras (acum Chennai, 1639), sub auspiciile Imperiului Mogul. A urmat o rapidă extindere a afacerilor sale și, în 1690, compania a stabilit o nouă factorie pe râul Hugli, pe locul viitorului oraș Calcutta. Dar, în 1700, compania și-a extins activitățile comerciale în Bengal și a stabilit, pentru sine, rolul de jucător principal în politica indiană.
După moartea împăratului mogul Aurangzeb, în 1707, Imperiul Mogul din India intră într-o perioadă de instabilitate. În acest timp, Compania Indiilor Orientale – principala organizație comercială – a intrat mai direct în politică, pentru a-și conserva poziția economică dominantă. Apoi, între 1740-1750, Compania Indiilor Orientale a luptat cu Compania Franceză a Indiilor pentru supremație în India. O serie de lupte au culminat cu bătălia de la Plassey din iunie 1757, în urma căreia britanicii au înfrânt pe rivalii francezi și indieni. Astfel, Compania Indiilor Orientale a obținut poziția dominantă în regiunea Bengal.

#### Australia
Deși expedițiile engleze ajunseseră în Australia încă de la sfârșitul sec. XVII, nu a existat un interes pentru colonizarea acestui continent, considerat neinteresant. Explorările ulterioare ale căpitanului James Cook din anii 1770, cuplată cu pierderea coloniilor nord-americane, a schimbat această situație. Australia a devenit interesantă pentru britanici, datorită poziției strategice oferite în Asia de Est, precum și ca destinație pentru condamnații britanici care nu mai puteau fi trimiși în coloniile nord-americane, acum independente. În consecință, o flotă britanică compusă în mare parte din condamnați a acostat în Golful Botany, din regiunea australiană New South Wales, rezultând fondarea orașului Sidney, în 1788.

#### Consolidare
În anii care au urmat Revoluției Americane, guvernul britanic a încercat să consolideze controlul asupra Indiei și Canadei. India Act din 1785, supunea administrația Companiei Indiilor Orientale în grija Ministerului controlului. Sub guvernarea generalului de flotă Lord Cornwallis (1786-1793), Marea Britanie a pus administrarea Indiei în seama instituțiilor civile ale Companiei Indiilor Orientale, deși compania se ocupa în continuare cu comerțul.
Canada Act din 1791, încerca să minimalizeze tensiunile între locuitorii francezi și cei britanici, separați în două regiuni, Canada de Sus, în care se vorbea mai ales limba engleză, și Canada de Jos, în care majoritatea populației era vorbitoare a limbii franceze.

### Secolul XIX

#### Războaiele Napoleoniene
Implicarea Marii Britanii în războaiele cu Franța, după 1793, a dat un imbold creșterii imperiului. În 1794, Marea Britanie a capturat din nou zahărul francez produs în insulele Caraibiene. A rezultat o invadare a pieței britanice cu zahăr, ceea ce a contribuit indirect la adoptarea legislației britance, din 1807, care interzicea comerțul cu sclavi, ,,vinovat” de creșterea producției de zahăr în coloniile americane.
Poziția britanică în Mediterana a fost asigurată în timpul Războaielor Napoleoniene (1799-1815), de cele două triumfuri ale amiralului britanic Horatio Nelson. În primul, Nelson a oprit invazia napoleoniană în Egipt, în bătălia de pe Nil, care a asigurat controlul total al britanicilor asupra Mediteranei. Apoi, în bătălia de la Trafalgar, Nelson a distrus flota franceză care voia să-și debarce trupele în Italia. Decimând flota franceză, Nelson a pus capăt tentativei lui Napoleon de a izola insulele britanice, și totodată asigura supremația navală britanică în tot secolul XIX.
America nu a fost teatru al nici unei operațiuni militare, până la tulburările legate de drepturile comerciale ale statelor neutre. Americanii au căutat să-și extindă stăpânirea asupra Canadei. În războiul din 1812, americanii au ocupat York (azi Toronto), în Canada de Sus. Ca urmare, britanicii au jefuit capitala Washington. Incapacitatea armatei americane de a avansa în Canada, a confirmat supraviețuirea stăpânirii britanice în America de Nord.
În timpul Războaielor Napoleoniene, Olanda a fost aliata Franței, și Marea Britanie a ocupat numeroase posesiuni olandeze inclusiv Colonia Capului, în Africa de Sud; Ceylon (mai târziu, Sri Lanka), în apropiere de coasta indiană; Java, în Indonezia; părți din Guiana, în America de Sud. Deși Java a fost restituită olandezilor, majoritatea acestor posesiuni au rămas britanicilor, recunoscute oficial de Congresul de la Viena din 1815.

#### Africa de Sud
Achiziția Coloniei Capului de la olandezi, în timpul Războaielor Napoleoniene, a permis britanicilor o prezență puternică în Africa de Sud. Sute de coloniști britanici au început să sosească după 1820, și engleza a devenit limba oficială, în 1822. Sclavia, adânc înrădăcinată sub stăpânirea olandeză, a fost abolită în 1833. În 1843, britanicii au înființat colonia de coastă Natal.
Burii, descendenți ai coloniștilor olandezi și germani, au respins conducerea britanică și sute dintre ei au migrat spre nord, înființând în interiorul continentului republicile libere africane, Transvaal și Orania.

#### India
În India, Lordul Arthur Wellesley, mai târziu duce de Wellington, a făcut o serie de cuceriri astfel încât, în 1805, britanicii aveau controlul asupra orașului Delhi și l-au transformat pe împăratul mogul într-o marionetă. În 1828, engleza a înlocuit persana, ca limbă oficială a guvernului din India, și totodată a crescut activitatea misionară creștină. Superioritatea britanică a fost completată, în final, cu cucerirea provinciilor Punjab și Sind, în anii 1840.
Totuși, populația indiană a început să respingă treptat stăpânirea britanică, simțind că britanicii nu au respect pentru cultura și tradiția locală. Aceste sentimente au atins apogeul în revolta șipailor din 1857, în care soldații indieni (numiți șipai), aflați sub comanda Companiei Indiilor Orientale, au pus la cale o revoltă armată. Rebeliunea a fost înăbușită de britanici, dar pierderile umane au fost mari de ambele părți. În consecință, britanicii au încercat să anglicizeze India și să-și concentreze guvernarea eficient, folosind în administrație elemente tradiționale ale societății indiene. După 1858, India a fost trecută, din subordinea Companiei Indiilor Orientale, în administrarea directă a guvernului britanic, având în frunte un vicerege și un secretar de stat la Londra, ultimul făcând parte din Cabinet.

#### Birmania
De-a lungul secolului XIX, Marea Britanie a folosit armatele din India pentru a-și extinde dominația în sud-estul Asiei. Dinastia Konbaung și-a extins granițele în Birmania (azi Myanmar), până au început să atace India britanică. Incursiunile birmaneze în India au determinat primul război anglo-birmanez (1824-1826), în urma căruia birmanezii sunt înfrânți, fiind obligați să cedeze câteva regiuni de coastă. În timpul celui de-al doilea și al treilea război anglo-birmanez (1852 și 1885), britanicii au cucerit întreaga Birmanie. În 1886, Birmania a devenit oficial provincie a Indiei.

#### Începutul autoguvernării
Un imperiu bazat mai mult pe liberul schimb, decât unul bazat pe principii mercantiliste. În consecință, conceptul autoguvernării iese în prim plan. Acest concept a fost aplicat în coloniile britanice nord-americane de-a lungul anilor 1840 și, în 1867, ele au devenit o confederație. Confederația permitea Marii Britanii să-și retragă prezența militară, dar își păstra controlul asupra afacerilor străine și apărării externe a acestora. În anii 1850, noile colonii australiene Australia de Sud, Australia de Vest, Victoria și Queensland înființate între anii 1830-1840, se autoguvernau, înainte de deja existenta colonie New South Wales. Totuși, fragmentarea lor a întârziat federalizarea, până în anul 1901. Marea Britanie nu a încredințat autoguvernarea coloniilor din Africa de Sud, datorită tensiunilor existente între coloniști și africanii locali. Totuși, în anii 1850, Marea Britanie și-a retras administrația directă asupra coloniilor interioare, Transvaal și Orania.
La mijlocul secolului XIX exista o relativă stabilitate a imperiului. Totuși, Marea Britanie a continuat politica comercială agresivă care a condus deseori la conflict. De pildă, conflictele cu China, legate de importurile britanice de opiu, vor conduce la războaiele opiului și achiziția orașului Hong Kong, în 1841.

#### Neoimperialism
Guvernarea lui Benjamin Disraeli (1874-1880), a însemnat o mai activă politică colonială britanică. Aceasta s-a numit „Neoimperialism” care s-a caracterizat printr-o mai agresivă expansiune, menită să apere interesele britanice de peste mări. Totuși, imperialismul este uneori rezultatul instabilității locale, ca de pildă, în 1882, când trupele britanice au ocupat Egiptul, pentru a păstra controlul asupra Canalului Suez. Expansiunea imperială, a fost alimentată deseori de dorința guvernământului britanic de a extinde imperiul.
După ocuparea Egiptului, a urmat cursa pentru înființarea de colonii în Africa. Britanicii, aflați în competiție directă cu Franța și Germania, ridicau pretenții asupra Africii de Vest, în anii 1880, în valea fluviului Niger. Coloniile adăugate imperiului au fost înființate în Africa de Sud, unde activitățile lui Cecil Rhodes au condus la anexarea Bechuanaland (azi Botswana), în 1885, și înființarea coloniei Rhodesia (azi Zimbabwe), în 1890. Oponenții cei mai înverșunați ai expansiunii britanice au fost burii din statele Transvaal și Orania din Africa de Sud, până ce britanicii i-au înfrânt în războiul bur (1899-1902). În Africa de Est, exploratorii britanici erau activi de la sfârșitul anilor 1850, fiind în căutarea izvoarelor Nilului și, în 1864, Sir Samuel Baker a descoperit Lacul Albert; iar achiziția Ugandei, în 1894, a asigurat dominația politică britanică asupra regiunii. Cam în același timp, a început stăpânirea britanică în Kenya.

### Secolul XX
Guvernarea britanică a lui Sir Henry Campbell-Bannerman, care a ocupat funcția de premier din 1905, a urmărit un mai puțin imperialism activ. Marea Britanie a acordat autoguvernarea în Transvaal și Orania, în 1907, deschizând drumul înființării Uniunii Sud-Africane în 1910.

#### Primul Război Mondial și apogeul Imperiului Britanic
În timpul Primului Război Mondial (1914-1918), Imperiul Britanic a rămas în mare parte unit. Dominioanele, cărora li s-au acordat autoguvernarea, au fost cele mai loiale britanicilor încă de la început, excepție făcând un mic incident legat de înăbușirea revoltei burilor din 1914. Totuși, rebeliunea din Irlanda din 1916, a marcat începutul creșterii dorinței de independență a multor colonii.
Trupele din țările dominioane au fost importante în Primul Război Mondial, dar pierderile umane au crescut după 1916, slăbind loialitatea față de britanici. Serviciul militar obligatoriu a fost respins de cetățenii din Australia și mai puternic de cei din provincia Quebec a Canadei.
Războiul s-a extins într-o mare parte a Imperiului Britanic. Tratatul de la Versailles din 1919, dădea Marii Britanii cea mai mare parte din coloniile germane din Africa, în timp ce prăbușirea Imperiului Otoman în Orientul Mijlociu, au condus pe britanici la obținerea Palestinei și a Irak-ului, în 1918.
Totuși, războiul a întărit sprijinul pentru mișcările naționaliste din colonii, și guvernarea britanică nu a putut găsi soluția opririi acestui trend. După Primul Război Mondial, Marea Britanie era ruinată, iar imperiul său prea extins. În consecință, între 1920-1930, britanicii au căutat soluții politice ce ar putea îmbina simultan reducerea teritorială a imperiului și, totodată, oprirea riscului dezintegrării sale. Astfel, a acordat Egiptului independența, în 1922, și Irakului, în 1932. Cererile Dominioanelor pentru autonomie constituțională totală au fost recunoscute prin Statutul de la Westminster, în 1931, care elimina întregul control al Parlamentului Britanic asupra guvernului din dominioane. Statutul înființa Comunitatea Națiunilor, asociație a unor state independente, egale și unite, supuse totuși Coroanei Britanice. După Revoluția Irlandeză (1912-1922), sudului Irlandei i s-a acordat statutul de dominion, sub denumirea de Statul Irlandez Independent, deși, în 1937, s-a desprins din imperiu și s-a proclamat Irlanda.
Nemulțumirea față de conducerea britanică în India, a crescut de-a lungul acestei perioade, culminând cu Masacrul de la Amritsar, în urma căruia armata britanică a deschis focul asupra demonstranților, omorând aproape 400 dintre ei. Deși guvernământul colonial britanic a adoptat reforme în 1919 și 1935, tensiunile au rămas la cote ridicate. În coloniile africane, britanicii nu aveau încă o opoziție naționalistă puternică, ceea ce le-a permis să-și concentreze eforturile pe administrarea coloniilor, prin intermediul populației indigene din instituțiile locale. Ocazional, a existat o rezistență africană față de controlul colonial, în special acolo unde britanicii impuneau noi taxe, sau când interveneau în tradițiile locale.

### Decolonizarea
Dacă Imperiul Britanic se menținea într-un echilibru fragil în 1939, Al Doilea Război Mondial (1939-1945) îl va răsturna. Posesiunile britanice, inclusiv Hong Kong și Birmania, au fost cucerite de Japonia. A existat o revoltă în India, în 1942, și câțiva disidenți în armata indiană.
Deși India britanică a avut o contribuție importantă la efortul de război al aliaților, în 1945, guvernul colonial britanic din India folosea încă forța.
Dominioanele intraseră în război alături de Marea Britanie în 1939, dar cu toate acestea își rezervau dreptul de a stabili natura și limitele participării lor la efortul de război.
În coloniile aflate sub directa dominație britanică, în special în cele din Africa și Caraibe, guvernarea britanică încerca să dezvolte o imagine pozitivă despre război, promițând coloniștilor că luptă în interesul libertății.
Actele coloniale pentru dezvoltare și prosperitate au fost adoptate în 1940 respectiv 1945, și primul ministru Winston Churchill s-a alăturat demersului președintelui american Franklin Delano Roosevelt în semnarea Cartei Atlanticului în 1941, în care se recunoștea dreptul popoarelor la autodeterminare.
În vreme ce Marea Britanie era victorioasă pe fronturile pe luptă, promisiunile făcute coloniilor, pentru a stimula mobilizarea acestora, va grăbi sfârșitul imperiului său.
Rezultatul acestor acțiuni avea să fie văzut curând în Asia, unde India și Pakistan și-au câștigat independența, în 1947, iar Ceylon (Sri Lanka) și Birmania, în 1948. Doar Birmania nu a rămas în Commonwealth.
Toate posesiunile asiatice britanice și-au câștigat independența, cu excepția Hong-Kong -ului care a rămas sub control britanic și după 1950, fiind retrocedat ulterior Chinei, în 1997.
În 1948, Marea Britanie mai avea sub controlul propriu Palestina și Africa. Ea și-a asumat răspunderea că va acorda curând autoguvernarea acestora. Tulburările din Accra din februarie 1948 au forțat tranziția relativ rapidă în Coasta de Aur, care în 1957 a devenit o națiune independentă sub numele de Ghana.
În anii 1950, guvernul britanic a recunoscut vântul schimbării din Africa, și multe națiuni africane și-au obținut independența la sfârșitul anilor 1950 și începutul anilor 1960: Sudan (1956), Nigeria (1960), Sierra Leone (1961), Tanganika (1961, mai târziu Tanzania), Uganda (1962), Kenya (1963), Malawi (1964), Gambia (1965), Botswana (1966) și Swaziland (1968).
În aceste țări, transferul de putere s-a făcut în cea mai mare parte pașnic, cu excepția Rhodesiei, unde revoltele coloniștilor albi au generat un război de gherilă, înainte ca Zimbabwe să ființeze legal, din 1980.
Nu au existat astfel de probleme în Indiile de Vest, deși o mulțime de insule și-au câștigat independența în mod separat, nu a fost viabilă uniunea între ele. Jamaica și Trinidad Tobago au devenit independente, în 1962, și alte insule le-au urmat exemplul.
De-a lungul acestui proces, guvernele britanice nu s-au opus decolonizării, deoarece transferul de putere s-a făcut către regimuri politice pașnice, în circumstanțe ce nu umileau demnitatea națională. Când prestigiul britanic a fost lezat, ca în războiul cu Argentina pentru insulele Falkland (insulele Malvine), în 1982, răspunsul a fost unul pe măsură, adică militar.
Sfârșitul imperiului, a adus în prim plan Comunitatea de Națiuni, organizație multietnică de state independente, egale între ele, cu o utilitate modestă, dar în general cu sentimente de cooperare.
Astăzi, 54 de națiuni fac parte din Comunitatea de Națiuni, și chiar acele state care au părăsit în trecut organizația, pentru un motiv sau altul, (de pildă, Africa de Sud și Pakistan), au găsit de cuviință să se reîntoarcă în comunitate.